# Joel Lynch
Joel John Lynch (* 3. Oktober 1987 in Eastbourne) ist ein in England geborener walisischer Fußballspieler.

## Sportlicher Werdegang

### Brighton & Hove Albion
Joel Lynch durchlief die Jugendabteilung von Brighton & Hove Albion und absolvierte Anfang Januar 2006 sein Debüt für die erste Mannschaft von Brighton. Der Beginn seiner Karriere stand dabei unter keinem guten Stern, denn sein Verein stieg am Saisonende als Tabellenletzter in die Football League One ab. Auch die erste komplette Saison verlief nur unwesentlich besser, seine Mannschaft belegte Platz 18 und war damit weit von einem direkten Wiederaufstieg entfernt. Lynch konnte sich zumindest als unumstrittener Stammspieler profilieren und weckte dabei das Interesse von höherklassigen Vereinen. Er kam auf 39 Ligaeinsätze, konnte dabei allerdings keinen Treffer erzielen. Die Saison 2007/08 verlief für den Verein mit Platz 7 erfolgreicher, der Aufstieg wurde allerdings verpasst. In der nächsten Spielzeit verlor Joel Lynch seinen Platz in der Stammformation und drängte auf einen Vereinswechsel, dieser wurde ihm schließlich in Form eines Ausleihgeschäfts zu Nottingham Forest gewährt.

### Nottingham Forest
In Nottingham fasste Lynch schnell Fuß und profitierte dabei von der Verletzung des Stammverteidigers Julian Bennett. Seine Mannschaft schaffte in der Saison 2008/09 den hartumkämpften Klassenerhalt in der zweithöchsten englischen Spielklasse. Im Juli 2009 unterschrieb er einen Dreijahresvertrag bei Nottingham Forest und wechselt für £200,000 den Verein. In der Spielzeit 2009/10 absolvierte er zehn Ligaspiele für seine Mannschaft und verfehlte erst im Play-off-Halbfinale den Aufstieg in die Premier League. Auch 2010/11 erreichte Forest nach einem sechsten Tabellenrang die Play-offs, scheiterte jedoch erneut vorzeitig. Lynch blieb hinter den ausgeliehenen Ryan Bertrand bzw. Paul Konchesky lediglich Ergänzungsspieler.

### Huddersfield Town
Am 11. Juli 2012 wechselte Lynch zum Zweitliga-Aufsteiger Huddersfield Town und unterzeichnete einen Dreijahresvertrag.